# Barbitiste des Pyrénées
Isophya pyrenaea
Espèce
Statut de conservation UICN

 LC  : Préoccupation mineure
Le Barbitiste des Pyrénées (Isophya pyrenaea) est une espèce d'insectes de l'ordre des Orthoptères, et plus particulièrement une sauterelle de la famille des Tettigoniidae du genre Isophya.

## Répartition
Isophya pyrenaea se rencontre en Andorre, en Espagne, mais c'est en France que cette espèce est la plus présente, le reste de la population étant présent dans l'est des Pyrénées espagnoles.

## Écologie
Milieux boisés méso-xérophiles et milieux herbacés adjacents comme les clairières, haies, lisières, fourrés, etc. jusqu'à 1500 mètres d'altitude. L'émergence est précoce, les adultes apparaissent en juin, et sont visibles jusqu'en septembre. On les retrouve essentiellement dans les buissons.

## Description
Espèce à élytres raccourcis, de couleur verte, et légèrement ponctuée. L'oviscapte de la femelle est denté.

## Classification
Le nom valide complet (avec auteur) de ce taxon est Isophya pyrenaea (Serville, 1838).
L'espèce a été initialement classée dans le genre Barbitistes sous le protonyme Barbitistes pyrenaea Serville, 1838.
Ce taxon porte en français les noms vernaculaires ou normalisés suivants : Barbitiste des Pyrénées,.
Isophya pyrenaea a pour synonymes :
- Barbitistes pyrenaea Serville, 1838
- Barbitistes pyrenaica
- Barbitistes pyrenea Serville, 1838
- Odontura pyrenaea (Serville, 1838)